# Стешицька сільська рада
Стешицька сільська рада (біл. Сьцешыцкі сельсавет) — адміністративно-територіальна одиниця в складі Вілейського району розташована в Мінській області Білорусі. Адміністративний центр — Стешиці.
Стешицька сільська рада розташована на межі центральної Білорусі, в північній частині Мінської області орієнтовне розташування — супутникові знимки, на схід від Вілейки.
До складу сільради входять 16 населених пунктів:
- Аношки • Бакуньки • Генеральчики • Гришковичі • Дубровка • Жари • Жизнова • Замош'я • Камінне • Кривознаки • Кумельщина • Погост • Поляны • Стахи • Стешиці • Юдевщина.